# Thalassocnus
Thalassocnus – wymarły rodzaj półwodnych leniwców z miocenu i pliocenu. Należał on do monotypowej podrodziny Thalassocninae. Do rodzaju należy 5 gatunków: T. antiquus, T. natans, T. littoralis, T. carolomartini oraz T. yuacensis. Są one przykładem gatunku temporalnego, tzn. takiego, w którym jeden gatunek był przodkiem kolejnego. Każdy następny gatunek Thalassocnusa był coraz bardziej przystosowany do życia w wodzie. Podrodzina ta jest jedyną obejmującą wodne gatunki leniwców. Ich szczątki zostały odnalezione w formacji Pisco w Peru oraz w formacjach Bahía Inglesa, Coquimbo i Horcón w Chile. Thalassocninae jest umieszczana w rodzinach Megatheridae lub Nothrotheridae.
Przez 4 mln lat swojego istnienia Thalassocnus ewoluował cechy coraz bardziej ułatwiające życie w wodzie takie jak: gęstsze kości, nozdrza umiejscowione coraz wyżej na czaszce (pozwalające na łatwiejsze zaczerpnięcie powietrza), coraz to szerszy pysk (ułatwiający żywienie się roślinnością wodną) oraz głowa pochylona w dół (co ułatwiało żerowanie). Długi ogon był najprawdopodobniej używany do pomocy w nurkowaniu i stabilizacji, w sposób podobny do bobrów czy dziobaków.
Thalassocnus najprawdopodobniej chodził po dnie morskim i używał pazurów do zrywania roślinności. Jego budowa sugeruje również, że nie był to bardzo zwinny pływak, wiosłował on kończynami, gdy było to potrzebne, resztę czasu chodząc po dnie. Wczesne gatunki były bardziej oportunistyczne i skupiały się na trawach morskich blisko brzegów, późniejsze gatunki pokazują większe przystosowanie do otwartego morza, dalej od brzegu. Były one zapewne ofiarą krewniaków kaszalotów, drapieżnych waleni, takich jak Acrophyseter. Skamieniałości rodzaju Thalassocnus są znajdowane pośród szczątków wielu ssaków morskich takich jak wieloryby, delfiny, foki czy ryby, jak np. rekiny.

## Taksonomia
Rodzaj został utworzony w 1995 roku, a gatunkiem typowym został T. natans. Niepełny szkielet został oznaczony numerem MUSM 433 przez Christiana de Muizona i H. Gregory’ego McDonalda.
Każdy gatunek został znaleziony w skałach z różnych okresów:
- T. antiquus 7–8 mln (Aguada de lomas)
- T. natans ok. 6 mln (Montemar)
- T. littoralis 5 mln (Sud-Sacaco)
- T. carolomartini 3–4 mln (Sacaco)
- T. yuacensis 3–1,5 mln (Yuaca)

Wszystkie te skały należą do formacji Pisco w Peru.
Skamieliny odnaleziono również w formacjach Bahía Inglesa, Coquimbo i Horcón w Chile. W chilijskich formacjach znaleziono gatunki: T. carolomartini, T. natans i T. antiquus. Niektóre szczątki są uznawane za T. yuacensis, jednak nie ma co do tego całkowitej pewności.
T. littoralis został opisany na podstawie prawie kompletnej czaszki w 2002 pod nazwą identyfikacyjną MUSM SAS 1615. Do opisu T. carolomartini posłużyły czaszka i kości dłoni, które mogły należeć do tego samego osobnika. T. antiquus został dodany na podstawie czaszki, żuchwy oraz fragmentarycznych pozostałości reszty ciała w 2003. Czaszka i prawie kompletny szkielet posłużyły do opisu T. yuacensis w 2004 roku.

### Etymologia
Epitet gatunkowy carolomartini pochodzi od Carlosa Martina, ówczesnego właściciela Sacaco Hacienda oraz znalazcy kilku kości, w tym holotypu, natomiast yuacensis pochodzi od nazwy miejscowości Yuaca w pobliżu której, znalezione zostały szczątki.

### Filogeneza
W 1968 taksonom Robert Hoffstetter umiejscowił szczątki nieznanego rodzaju leniwca w rodzinie Megatheridae, w nieuznawanej obecnie podrodzinie Planopsinae, argumentując to głównie podobieństwem kości udowej i kości kostki. Gdy rodzaj otrzymał nazwę w 1995, został przeniesiony do podrodziny Nothrotherinae. W 2004 podrodzina ta została podniesiona do rangi rodziny, a rodzaj znalazł się we własnej podrodzinie Thalassocninae. W 2017 podrodzina została ponownie przeniesiona do Megatheridae. Przypuszcza się, że Thalassocninae oddzieliły się od Megatherinae około 16 mln lat temu w miocenie. Jednak analiza z 2018 sugeruje utrzymanie podrodziny w Northotheridae. Jako że obie rodziny są siostrzane, a Thalassocninae byłyby bazalnymi przedstawicielami, dokładne ustalenie umiejscowienia może być trudne.
5 gatunków zdaje się tworzyć gatunek temporalny, jednak istnieje możliwość, że T. antiquus nie jest bezpośrednim przodkiem T. natans.

## Opis
Thalassocnus jest jedynym znanym wodnym gatunkiem z grupy Xenarthra, do której należą leniwce, mrówkojady i pancerniki, jedynym innym możliwym kandydatem jest wymarły rodzaj leniwca Eionaletherium z miocenu z Wenezueli, który miał pewne przystosowania do życia na wybrzeżach. Wraz z biegiem czasu gatunki Thalassocnus zwiększały rozmiar ciała. Najbardziej kompletny szkielet T. natans pozwolił oszacować długość od pyska do ogona na 2,55 m. Na podstawie stosunku długości kości udowej do całego ciała T. littolaris (prawdopodobnie samica) mierzył 2,1 m, a T. yuacensis 3,3 m.
Gęste i grube kości najmłodszych gatunków pozwalały tym zwierzętom pokonać siłę wyporu i schodzić na dno, podobnie do dzisiejszych manatów. T. antiquus posiadał kości w tym samym stopniu gęste, co u innych naziemnych leniwców. U późniejszych gatunków kość stawała się tak zwarta, że jamy szpikowe, w których znajduje się szpik kostny były praktycznie nieobecne w kościach kończyn. Kończyny były również najcięższą częścią szkieletu. Podobne przystosowania pojawiły się u protowaleni wraz ze zmniejszeniem kończyn tylnych. Adaptacja ta przebiegła dość szybko, w około 4 mln lat. Współczesne leniwce i mrówkojady mają kości średnio gęstsze niż u innych ssaków, co sugeruje predyspozycję tych zwierząt do tego typu adaptacji.
Thalassocnus prawdopodobnie przejawiał dymorfizm płciowy, wskazują na to różnice w budowie szkieletu gatunku T. littoralis oraz 2 czaszki gatunku T. carolomartini. Czaszki różnią się w ogólnym rozmiarze, kształcie zębów i długości kości przedszczękowej, która tworzyła pysk. Różnica w długości pyska jest podobieństwem do tej obecnej u słoni morskich, co może sugerować rozwinięte wargi, a może nawet obecność narządu przypominającego trąbę.

### Czaszka
Późniejsze gatunki Thalassocnusa posiadają coraz to dłuższą kość przedszczękową, świadczącą o długim pysku. Również żuchwa stopniowo wydłużała się i przybierała kształt łyżki, co imitowało rolę siekaczy u przeżuwaczy. Późniejsze gatunki posiadały silniejsze wargi, na co wskazuje duży rozmiar okna podoczodołowego (infraorbital foramen), które pozwala naczyniom krwionośnym na dojście do dużych tkanek miękkich, ponadto sugeruje się, że podobnie do innych roślinożerców, wargi były zgrubiałe na końcach. Kwadratowy kształt pyska przypomina ten u zwierząt żywiących się trawą, w przeciwieństwie do trójkątnego używanego przez zwierzęta żywiące się liśćmi. Podobnie jak u fok nozdrza przemieściły się z czubka, na górę pyska. U późniejszych gatunków podniebienie rozwinęło się, aby oddzielać przełyk od tchawicy. Nozdrza i jama nosowa były osadzone głębiej w czaszce. Ta adaptacja również zwiększała objętość pyska. Podobne adaptacje znane są u ssaków lądowych i również pomagają w przeżuwaniu. Uważa się, że żwacz był głównym mięśniem używanym przy przeżuwaniu, siła zgryzu rosła progresywnie z każdym następującym po sobie gatunkiem. Mięśnie skrzydłowe żuchwy (pterygoid muscles) były powiększone, sugerując lepsze przystosowanie do rozcierania niż cięcia pokarmu.
Thalassocnus miał uzębienie hypsodontyczne, z wysokimi koronami i szkliwem wychodzącym poza dziąsła. Nie miał on kłów, miał 4 trzonowce górne i 3 dolne po każdej stronie pyska. Podobnie do innych leniwców, posiadał zewnętrzną warstwę durodentyny, kostnego rodzaju zębiny, a wewnątrz warstwę wazodentyny, która jest delikatniejsza i umożliwia naczyniom krwionośnym odżywianie zęba. Zęby miały kształt ostrosłupa, lekko zaokrąglone w przekroju, u późniejszych gatunków zęby dokładnie się domykały. U tych samych gatunków zęby wzajemnie się ostrzyły przy przeżuwaniu i były bardziej prostokątne, przypominając te u Megatherium, u którego jednak były jeszcze bardziej kwadratowe oraz większe. Poprzez gatunki widać adaptację od cięcia pokarmu do coraz większego rozcierania.

### Kręgi
Thalassocnus posiadał 7 kręgów szyjnych i 17 piersiowych, w przeciwieństwie do innych Megatheridae, gdzie jest ich 18, 3 kręgi lędźwiowe (identycznie jak u innych leniwców z tej rodziny) i 24 kręgi ogonowe (20 u innych przedstawicieli tej rodziny). Rdzenie kręgów stawały się stopniowo coraz krótsze, co usztywniało kręgosłup, ułatwiało to np. kopanie.
U późniejszych gatunków wyrostki kręgowe są wyższe w kręgach piersiowych niż szyjnych, co jest niespotykane u innych leniwców (są tego samego rozmiaru). Małe kręgi szyjne pokazują, że zwierzęta te miały słabe szyje, pod wodą organizm nie musi podnosić głowy, w pozycji spoczynkowej szyja zwisała ku dołowi. Co ciekawe, stawy przy dźwigaczu były silniejsze niż u innych leniwców, co pomagało utrzymać głowę w jednej pozycji podczas pożywiania się. Podobnie jak u waleni głowa była w stanie zrównać się z poziomem kręgosłupem.
Wyrostki kręgowe pierwszego kręgu piersiowego są prawie pionowe, jednak w odróżnieniu do innych leniwców, potem zaczynają się przechylać w stronę ogona, kąt ten rośnie wraz z każdym gatunkiem – u T. littoralis i T. carolomartini 70°, a u prymitywniejszych T. antiquus i T. natans 30°. Pochylenie zanika około 9 kręgu piersiowego i sugeruje słabe mięśnie pleców, które byłyby używane przy bardzo szybkim pływaniu.
Budowa kręgów ogonowych przypomina tę u bobrów i dziobaków, bardziej ułatwiającą stabilność i nurkowanie, niż będące głównym napędem. Ogony były dłuższe niż u innych leniwców i podobnie do kormoranów pomagał w opieraniu się sile wyporu.

### Kończyny
Zważywszy na duże otwory w obręczy barkowej, łokciach i nadgarstkach, kończyny przednie Thalassocnusa były silne. Nieco krótsze ramiona pomagały w kopaniu, posiadał 5 pazurów u dłoni.
Zmniejszająca się szerokość kończyn tylnych oraz zmniejszenie talerzy biodrowych wskazuje na mniejsze użycie ich podczas pływania oraz na to, że odpoczywając, zwierzę siadało w wodzie. Nogi stawały się coraz mobilniejsze, u późniejszych gatunków były w stanie ustawić się horyzontalnie do linii kręgosłupa. Kość udowa i rzepka kolana są mniejsze u T. yuacensis niż u T. natans.
W przeciwieństwie do innych naziemnych leniwców, które zaadaptowały tylne kończyny do częstego stania na nich (kładąc duży nacisk na nie), Thalassocnus posiada wąskie kości nóg. Ponadto u naziemnych gatunków piszczel miał tendencje do skracania się, natomiast u tego rodzaju piszczel i udo są mniej więcej tej samej długości.
Pierwsze gatunki, podobnie do innych leniwców, opierały się głównie na bokach stóp, natomiast późniejsze były już stopochodne, co ułatwiało wiosłowanie i chodzenie po dnie. Trzeci palec był cały czas zgięty, być może działając jak kotwica, umożliwiając stanie miejscu podczas kopania. Podobnie jak u innych leniwców, 5 palec u stopy był szczątkowy i nie miał żadnej funkcji.

## Biologia
Thalassocnus był najprawdopodobniej zwierzęciem żyjącym na wybrzeżu, pustynnienie roślinności zmusiło go do życia coraz bardziej w głąb morza.
Pierwsze gatunki były oportunistycznymi przeżuwaczami, które żywiły się trawą morską i glonami blisko wybrzeża, ślady piasku na zębach sugerują pożywianie się w wodzie płytszej niż 1 m. T. antiquus prawdopodobnie żywił się roślinnością wyrzuconą przez wodę na brzeg. Brak tych śladów u późniejszych gatunków jak T. yuacensis i T. carolomartini sugeruje życie w głębszej wodzie, podobnie do dzisiejszych manatów. Wcześniejsze gatunki poruszały żuchwą w górę i w dół, natomiast późniejsze rozcierały pokarm ruchami do przodu i do tyłu.
Późniejsze gatunki żywiły się trawami morskimi przy dnie, podobnie do manatów i wymarłych desmostyli. Żerowały na trawach z rodziny zosterowatych (Zosteraceae), które były obecne w formacji Pisco, obecnie podrodzina ta występuje tylko w Australii.
Późniejsze gatunki bardziej chodziły po dnie niż aktywnie pływały. Brak im adaptacji do szybkiego pływania, wiosłowały kończynami podobnie do zwierząt lądowych. Późniejsze gatunki mogły wykopywać trawy wraz z korzeniami za pomocą pazurów niczym bobry czy dziobaki (manaty też potrafią to robić, ale używają do tego warg).
Pazury mogły być wykorzystywane do wykopywania pożywienia, zakotwiczania w dnie i chwytania się skał podczas sztormów. Małe wyleczone złamania kości nóg sugerują uderzanie o skały przez fale. Mogły one też pomagać w wychodzeniu na brzeg.
Thalassocnus mógł konkurować z manatami i diugoniami, jednak były one dość nieliczne w formacji Pisco. Podobnie do innych zwierząt morskich z formacji Bahía Inglesa mogły padać ofiarą zakwitów alg. Drapieżni krewniacy kaszalotów tacy jak np. Acrophyseter oraz rekiny były zapewne ich naturalnymi drapieżnikami.

## Ekologia
Thalassocnus został znaleziony przy wybrzeżach Peru i Chile. Od czasu środkowego miocenu te tereny są pustyniami.
Formacja Pisco jest znana z dużej różnorodności morskich kręgowców. Znaleziono tam: średniej wielkości walenie takie jak fiszbinowiec Balaenoptera siberi, dziobowala Messapicetus gregarius, przybrzeżnego delfina Brachydelphis mazeasi, delfiny oceaniczne, delfina o długich ciosach Odobenocetops i drapieżnych krewniaków kaszalotów z rodzajów Acrophyseter i Livyatan. Inne kręgowce znalezione również w tej formacji obejmują foki Acrophoca i Hadrokirus, żółwie morskie Pacifichelys urbinai, krokodyla Piscogavialis, kormorany, petrele i głuptaki. Formacja jest też bogata w ryby chrzęstnoszkieletowe takie jak rekiny młoty, żarłacze białe, rodzinę Odontotidae, wymarły gatunek ostronosa Cosmopolidotus hastalis i szczątki megalodona. Do innych ryb chrzęstnoszkieletowych z tej formacji należą liczne płaszczki, raszple i ryby piły. Większość ryb kostnoszkieletowych stanowią tuńczyki i kulbinowate. Livyatan i megalodon były szczytowymi drapieżnikami tego ekosystemu.
Formacja Bahía Inglesa w Chile jest znana z wielu szczątków ryb chrzęstnoszkieletowych jak rekiny, płaszczki, raszple i chimery. Znaleziono tu też szczątki ptaków z rodzaju Pachyptila. Ssaki morskie są rzadsze, jednak znaleziono tam resztki fiszbinowców, wymarłego kaszalota Scaldicetus, walenie z rodzajów Odobenocetops i Acrophoc.
Formacje Coquimbo i Horcón również znane są z dużych ilości ryb chrzęstnoszkieletowych.
Wszystkie formacje są znane ze szczątek pingwinów rodzaju Spheniscus.

### Wymarcie
Thalassocnus wymarł pod koniec pliocenu, w tym czasie doszło do nagłego oziębienia połączonego ze scaleniem się obu Ameryk. Doprowadziło to do wymarcia wszystkich traw morskich z tego rejonu. Z racji stylu życia przy dnie, zwierzę to podobnie do manatów czy hipopotamów nie mogło mieć dużej warstwy izolacyjnej z tłuszczu, który zwiększałby wyporność. To w połączeniu z dosyć słabą umiejętnością regulowania temperatury charakterystycznej dla Xenarthra (leniwce, mrówkojady, pancerniki) sprawiło, że zwierzęta te były bardzo wrażliwe na oziębienie. Połączenie tych czynników najprawdopodobniej przyczyniło się do wymarcia rodzaju.